# Codonacanthus sanjappae
Codonacanthus sanjappae är en akantusväxtart som beskrevs av Karthig., Sumathi, Jayanthi och D.Naras.. Codonacanthus sanjappae ingår i släktet Codonacanthus och familjen akantusväxter. Inga underarter finns listade i Catalogue of Life.